# Deutsches Meisterschaftsrudern 1990
Das 101. Deutsche Meisterschaftsrudern wurde 1990 in Duisburg ausgetragen. Es war die letzte Rudermeisterschaft vor der Wiedervereinigung. Wie bereits im Vorjahr wurden Medaillen in 22 Bootsklassen vergeben, davon 14 bei den Männern und 8 bei den Frauen.

## Medaillengewinner

### Männer
| Bootsklasse                           | Gold | Silber | Bronze |
| ------------------------------------- | --- | --- | --- |
| Einer                                 | Christian Händle (RC Karlstadt 1928) | Georg Agrikola (RV Rhenania Germersheim) | Björn Gericke (Berliner Ruder-Club) |
| Doppelzweier                          | RG München 1972 Thomas Schröpfer Dirk Fischer | Rgm. Überlinger RC Bodan / RV Waldsee Günther Schröder Christoph Maier | Würzburger RG Bayern Dieter Sator Birger Kruse |
| Zweier ohne Steuermann                | Rgm. RC Hansa von 1898 / Saarbrücker RG Undine Armin Weyrauch Matthias Ungemach | Berliner Ruder-Club Philipp Schuller Golo Geißler | RC Hansa von 1898 Andreas Lütkefels Markus Vogt |
| Zweier mit Steuermann                 | RC Hansa von 1898 Skott Malinowski Matthias Siejkowski Guido Groß (Stm.) | Rgm. RC Hansa von 1898 / RC Tegel 1886 Christoph Korte Frank Dietrich Manfred Klein (Stm.) | Rgm. RC Nassovia Höchst / Frankfurter RG Borussia / WSV Honnef Vark Helfritz Oliver Gondolf Jörg Dederding (Stm.) |
| Doppelvierer                          | Rgm. RTHC Bayer Leverkusen / IGOR Offenbach / RK Normannia Braunschweig Torsten Huber Stephan Volkert Oliver Grüner Hartmut Reinke | Rgm. Ruder-Club Favorite Hammonia / Überlinger RC Bodan / Steeler RV / RV Nürnberg von 1880 Mark Schreyer Andreas Ortz Michael Steinbach Christian Mattheis | IGOR Offenbach Jürgen Leydecker Christian Dommermuth Bernd Wicker Francisco Marban |
| Vierer ohne Steuermann                | Rgm. RRG Mülheim / RV Dorsten / RC Mark Wetter Martin Kiefer Claas-Peter Fischer Jürgen Hecht Thorsten Streppelhoff | Rgm. Ruder-Club Favorite Hammonia / Ruder-Club Allemannia von 1866 Andreas Huber Andreas Hebbel Stefan Wilk Heiko Barthold | Rgm. RC Germania Düsseldorf / Neusser RV / Steeler RV Lukas Knittel Ingo Bargatzky Matthias Scheiff Udo Schroers |
| Vierer mit Steuermann                 | Rgm. Hannoverscher RC von 1880 / Deutscher Ruder-Club von 1884 / Mainzer RV von 1878 / RV Dorsten / RC Tegel 1886 Dirk Balster Frank Richter Martin Steffes-Mies Roland Baar Manfred Klein (Stm.) | Rgm. TVK Essen / RV Dorsten / RC Hansa von 1898 / Steeler RV Ansgar Wessling Wolfgang Klapheck Stefan Scholz Volker Zimmnau Thomas Alt (Stm.) | Kein weiteres Boot am Start |
| Achter                                | Rgm. RC Hansa von 1898 / Mainzer RV von 1878 / RV Dorsten / Deutscher Ruder-Club von 1884 / Saarbrücker RG Undine / Hannoverscher RC von 1880 / RC Tegel 1886 Martin Steffes-Mies Christoph Korte Frank Richter Dirk Balster Frank Dietrich Armin Weyrauch Matthias Ungemach Roland Baar Manfred Klein (Stm.) | Rgm. RC Hansa von 1898 / ARV Westfalen Münster / RV Emscher Wanne-Eickel-Herten / RC Nassovia Höchst / RG Benrath / Würzburger RV / RV Münster von 1882 Wolfram Thiele Frank Stöcker Sebastian Schönbrodt Wessel Völcker Christoph Martin Matthias Tripp Colin von Ettinghausen Peter Hoeltzenbein Guido Groß (Stm.) | Rgm. RC Hansa von 1898 / RV Dorsten / RRG Mülheim / RC Mark Wetter / Ruder-Club Witten / ETuF Essen Martin Kiefer Jürgen Hecht Hilmar Troitzsch Matthias Siejkowski Volker Grabow Mark Mauerwerk Claas-Peter Fischer Thorsten Streppelhoff Thomas Alt (Stm.) |
| Leichtgewichts-Einer                  | Björn Gehlsen (Lübecker RK) | Kai von Warburg (Ratzeburger RC) | Klaus Götte (Mainzer RV von 1878) |
| Leichtgewichts-Doppelzweier           | Rgm. RC Grenzach / Wormser RC Blau-Weiß Thomas Melges Peter Uhrig | Rgm. Duisburger RV / Würzburger RV von 1875 Peter Müller Carsten Krüger | Rgm. ARC Würzburg / Ruder-Club Favorite Hammonia Ingo Bruß Jens Hottendorf |
| Leichtgewichts-Zweier ohne Steuermann | Ulmer RC Donau Wolfgang Birkner Hansjörg Käufer | Rgm. RR Uni Karlsruhe / Karlsruher RV Wiking Alexander Trautmann Rüdiger Bastian | Rgm. Bonner RG / Siegburger RV Wolfgang Stöcker Bert Bauer |
| Leichtgewichts-Doppelvierer           | Rgm. Wormser RC Blau-Weiß / Lübecker RK / Ratzeburger RC / RC Grenzach Peter Uhrig Björn Gehlsen Kai von Warburg Thomas Melges | Rgm. RG Wetzlar 1880 / Gießener RG 1877 / GTRV Neuwied Ulrich Nopper Sven Mohnhaupt Raimund Hick Franz Heimbach | Rgm. RV Bochum von 1920 / Duisburger RV Jörg Küpper Carsten Bröckelmann Jörg Bröckelmann Aljoscha Fladung |
| Leichtgewichts-Vierer ohne Steuermann | Rgm. RC Germania Düsseldorf / RK am Wannsee Berlin / WSV Honnef Klaus Altena Stephan Fahrig Michael Buchheit Bernhard Stomporowski | Rgm. Siegburger RV / Lübecker RG von 1885 / Tübinger RV Fidelia / RC Hansa von 1898 Malte-Tobias Wittek Michael Kobor Felix Prinz Erik Ring | Rgm. RG Hansa Hamburg / Mainzer RV von 1878 / RC Nassovia Höchst Ingo Grevemeyer Udo Hennig Detlef Glitsch Sebastian Franke |
| Leichtgewichts-Achter                 | Rgm. RK am Wannsee Berlin / RC Germania Düsseldorf / WSV Honnef / Bonner RG / Siegburger RV / Flörsheimer RV 08 / Limburger CfW / RV Münster von 1882 Klaus Altena Bert Bauer Wolfgang Stöcker René Höhn Jens Weckbach Stephan Fahrig Michael Buchheit Bernhard Stomporowski Thorsten Kreis (Stm.)            | Rgm. ETuF Essen / Ruder-Club Witten / Würzburger RV von 1875 / IGOR Offenbach / Frankfurter RG Borussia / Würzburger RG Bayern Ulrich Müller Arnd Dopheide Stefan Thomas Marc Krömer Stefan Locher Ralf Hollmann Maik Swienty Roland Lorenz Bernhard Hartung (Stm.)                                                  | Rgm. Berliner Ruder-Club / RG Wiking Berlin / RC Aschaffenburg von 1898 / RV Saar Undine Saarbrücken / RC Tegel 1886 Sascha Damaske Matthias Bommer Olaf Schultz Manuel Hoff Volker Wenzel Martin Weis Lars Ziegner Carsten Brzeski Florian Behrendt (Stm.)  |

### Frauen
| Bootsklasse                           | Gold | Silber | Bronze |
| ------------------------------------- | --- | --- | --- |
| Einer                                 | Titie Jordache (Regensburger RV von 1898) | Bettina Kämpf (Frauen-RV Freiweg Frankfurt) | Natalie Fischer (ETuF Essen) |
| Doppelzweier                          | Rgm. Kölner RV von 1877 / Hanauer RG 1879 Claudia Haßmann Angela Schuster                                                                          | Kölner RV von 1877 Elke Rammoser Frauke Wagner | Frauen-RC Wannsee Berlin Heike Stich Kirsten Stich                                                                                                  |
| Zweier ohne Steuerfrau                | Rgm. RC Hansa von 1898 / Osnabrücker RV Ingeburg Althoff Stefani Werremeier                                                                        | RK am Baldeneysee Essen Gabriele Mehl Meike Holländer                                                                                                | Rgm. RC Hansa von 1898 / RV Waltrop Sylvia Dördelmann Cerstin Petersmann                                                                            |
| Doppelvierer                          | Rgm. Ludwigshafener RV von 1878 / Heidelberger RK Andrea Klapheck Heike Grunert Antje Rehaag Beate Brühe                                           | Rgm. RC Hansa von 1898 / Osnabrücker RV / Kölner RV von 1877 / Hanauer RG 1879 Angela Schuster Stefanie Werremeier Ingeburg Althoff Claudia Haßmann  | Rgm. Frauen-RV Freiweg Frankfurt / ETuF Essen / Ratzeburger RC / Lübecker Frauen-RK Bettina Kämpf Nathalie Fischer Christina Block Susanne Dettmann |
| Vierer ohne Steuerfrau                | Rgm. RC Hansa von 1898 / RK am Baldeneysee Essen / RV Waltrop Gabriele Mehl Meike Holländer Cerstin Petersmann Sylvia Dördelmann                   | Kein weiteres Boot am Start | Kein weiteres Boot am Start |
| Leichtgewichts-Einer                  | Ingrid Hätscher (ARC Würzburg) | Silke Kappler (RK am Wannsee Berlin) | Martina-Luzia Schwall (RG München 1972) |
| Leichtgewichts-Doppelzweier           | Rgm. Gießener RC Hassia / Hannoverscher RC von 1880 Brigitte Hellmers Ruth Kaps                                                                    | RV an den Teichwiesen von 1965 Hamburg Christiane Weber Alrun Urbach                                                                                 | Hamburger RC von 1925 Gisa Seeger Ute Joerss |
| Leichtgewichts-Vierer ohne Steuerfrau | Rgm. Heidelberger RK / RC Karlstadt 1928 / RG Treis-Karden 1969 / Karlsruher RK Allemannia Claudia Engels Ute Zobeley Cornelia Cichy Karin Zobeley | Rgm. Dormagener RG Bayer / Siegburger RV / RK am Wannsee Berlin / RG Wiesbaden-Biebrich 1888 Helga Stöcker Susanne Borg Susanne Koßler Dagmar Franke | Rgm. RC Dresdenia Hamburg / Hamburger RC von 1925 / Karlsruher RV Inez Hauptvogel Ute Joerss Karin Bender Alrun Urbach                              |